# How Far?
«How Far?» és una cançó de la banda virtual de rock alternatiu Gorillaz amb la col·laboració de la bateria Tony Allen i el rapper Skepta. Es va publicar el 2 de maig de 2020 com a quart senzill de l'àlbum Song Machine, Season One: Strange Timez, dins del projecte audiovisual Song Machine. Fou el primer llançament pòstum de Tony Allen, i de fet, la darrera cançó que va enregistrar, ja que va morir el 30 d'abril, tot just dos dies abans del llançament.

## Producció
La cançó es va compondre poques setmanes abans de l'esclat de la pandèmia de COVID-19 i, de fet, fou la darrera cançó de l'àlbum enregistrada en estudi abans de ser decretat el confinament a causa de la pandèmia. El senzill es va llançar el 2 de maig de 2020 sense anunci previ però es va publicar com a tribut oficial de la banda cap a Allen. A causa de la pandèmia no va anar acompanyat de videoclip.
El músic Tony Allen, ja havia col·laborat anteriorment amb Damon Albarn quan van crear el projecte musical The Good, the Bad & the Queen, i aquesta fou la darrera gravació que va realitzar en patir un aneurisma de l'aorta abdominal a causa de la qual va morir el 30 d'abril de 2020.

## Llista de cançons
| Núm.          | Títol                                | Durada |
| ------------- | ------------------------------------ | ------ |
| 1.            | «How Far?» (amb Tony Allen i Skepta) | 2:46   |
| Durada total: | Durada total:                        | 2:46   |

## Crèdits
Gorillaz
- Damon Albarn – instrumentació, director, teclats, guitarra, melòdica
- Jamie Hewlett – artwork, disseny de personatges, direcció vídeo
- Remi Kabaka Jr. – percussió

Músics addicionals
- Tony Allen – cantant, bateria
- Skepta – cantant
- Kotono Sato – violí
- Ciara Ismail – violí
- Stella Page – viola
- Izzi Dunn – violoncel

Tècnics
- Stephen Sedgwick – enginyeria, enginyeria mescles
- John Davis – enginyeria masterització
- Samuel Egglenton – enginyeria
- Bernard Benant – fotografia